# 403 a. C.
El año 403 a. C. fue un año del calendario romano prejuliano. En el Imperio romano se conocía como el Año del Tribunado de Mamercino, Varo, Potito, Yulo, Craso y Fuso (o menos frecuentemente, año 351 Ab urbe condita).

## Acontecimientos
- En la Roma republicana, la censura se abre a los plebeyos.
- Trasíbulo expulsa a los Treinta Tiranos del poder en Atenas. Restauración de la democracia en Atenas por el arconte Euclides, que además, instauró la amnistía general.
- Comienza el período de los Reinos Combatientes, que acabará con la unificación de China en 221 a. C.

## Fallecimientos
- Critias, sofista griego.

- Datos: Q231741